# Jimmy Pursey
Jimmy Pursey (9 febbraio 1955) è un cantante e produttore discografico inglese, noto per essere stato il frontman degli Sham 69.

## Discografia

### Con gli Sham 69
- 1978 - Tell Us the Truth
- 1978 - That's Life
- 1979 - The Adventures of Hersham Boys
- 1980 - The Game
- 1988 - Volunteer
- 1995 - Information Libre
- 1995 - Soapy Water & Mr. Marmalade
- 1995 - Kings & Queens
- 1997 - The X Files
- 2001 - Direct Action: Day 21
- 2007 - United

## Solista
- 1980 - Imagination Camouflage
- 1982 - Alien Orphan
- 1983 - Revenge is Not the Password
- 1983 - The Lord Divides
- 1997 - Code Black